# Сколково (інноваційний центр)

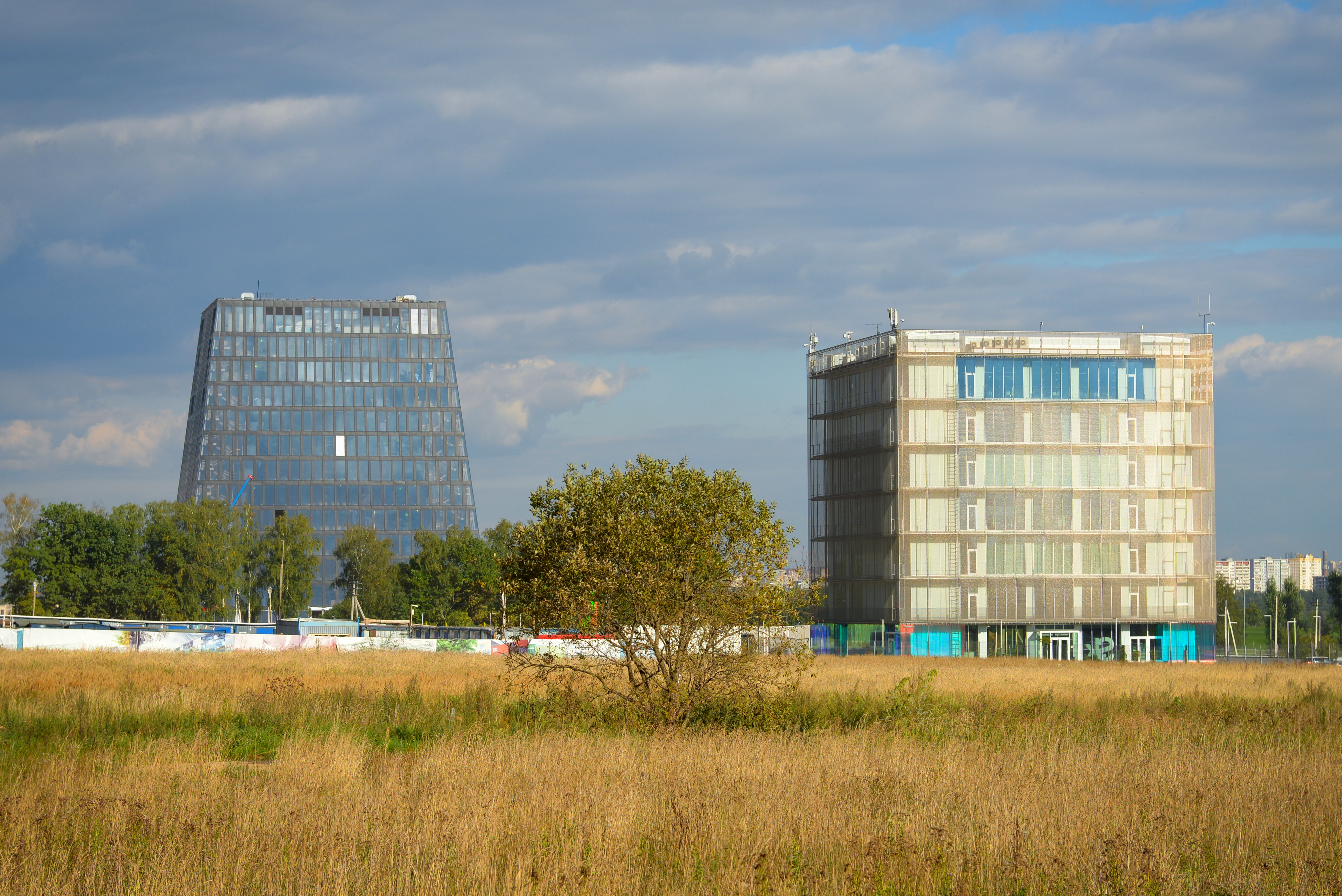
Перші будівлі центру

Інноваційний центр «Сколково» (у 2010-2011 рр. часто описувався як «Російська Кремнієва долина») — діючий у Москві сучасний науково-технологічний інноваційний комплекс з розробки та комерціалізації нових технологій, перший в пострадянській Росії побудований «з нуля» наукоград, а також територія (окремий майданчик), що знаходиться поза МКАД, і вважається міським мікрорайоном Москви.
У комплексі забезпечуються особливі економічні умови для компаній, що працюють в пріоритетних галузях модернізації економіки Росії: телекомунікації та космос, біомедичні технології, енергоефективність, інформаційні технології, а також ядерні технології

## Опис
На території площею близько 400 га (4 км²) у Можайському районі Західного адміністративного округу Москви до 2020 року будуть проживати, згідно з проектом, приблизно 15 тис. осіб, ще 7 тис. мають щодня приїжджати в інноваційний центр на роботу.
Наукоград обмежений Московською кільцевою автодорогою, Мінським та Сколковським шосе.
Комплекс спочатку розташовувався на території міського поселення Новоіванівського поблизу села Сколково у східній частині Одинцовського району Московської області, на захід від МКАД на Сколковському шосе. Територія «Сколково» увійшла до складу Москви (Можайський район) з 1 липня 2012 року в рамках масштабного розширення її території до т. н. Великої Москви.

## Хронологія
У досвіді Росії ініціатива «Кремнієвої долини в Сколково» перегукується з аналогічною ініціативою 1928 року — «Детройт в Іжорі».
У березні 2010 року Вексельберг заявив про необхідність розробки спеціального правового порядку в Сколково і наголосив на необхідності надання податкових канікул на 5-7 років.
16 жовтня 2015 Держдума Росії дала згоду на арешт Іллі Пономарьова, обвинуваченого в пособництві у розтраті фонду «Сколково».